# حياة غراند سنترال نيويورك
يقع فندق حياة جراند سنترال نيويورك هو يقع في 109 شارع إيست 42، بجوار محطة جراند سنترال، في حي ميدتاون مانهاتن في مدينة نيويورك. عمل الفندق باسم فندق كومودور الذي كان يضم 2000 غرفة بين عامي 1919 و1976، قبل أن تقوم سلسلة فنادق حياة والمطور العقاري دونالد ترامب بتحويل الفندق إلى فندق جراند حياة نيويورك الذي يضم 1400 غرفة بين عامي 1978 و1980. اعتبارًا من عام 2019، من المخطط استبدال الفندق بناطحة سحاب باسم مشروع كومودور.
استحوذت شركة سكة حديد نيويورك المركزية على الموقع في عام 1910 وبدأت في بناء الفندق في أكتوبر 1916. صممت شركة وارن آند ويت مور فندق كومودور، وكانت شركة فولر هي المقاول العام للفندق. بلغ ارتفاع الفندق 295 قدمًا (90 مترًا)، ويتكون من 28 طابقًا، وكان تصميمه على شكل حرف H وله واجهة من الطوب والطين النضيج. احتوى الفندق على بهو كبير مصمم بطريقة تشبه ساحة فناء إيطالية، بالإضافة إلى العديد من غرف الطعام وقاعات الرقص. افتتح فندق كومودور في 28 يناير 1919، وكانت في الأصل تتولى إدارته شركة فنادق بومان-بيتمور. تولت شركة فنادق زيكندورف إدارة فندق كومودور في عام 1958 قبل أن تسلمه إلى شركة ريلتي هوتيلز التابعة لشركة نيويورك المركزية في عام 1966. بسبب انخفاض الأرباح، أُغلق فندق كومودور في 18 مايو 1976.
عَرَضَ ترامب وحياة في عام 1975 الاستحواذ على فندق كومودور وتجديده ليصبح جراند حياة. بعد أن منحت حكومة المدينة إعفاءً ضريبيًا للتجديد، قام ترامب وحياة بتجديد الفندق بالكامل من يونيو 1978 إلى سبتمبر 1980، وإنفاق 100 مليون دولار وإزالة جميع الديكورات الأصلية لفندق كومودور تقريبًا. يَضُمُّ الفندق المُجَدَّد واجهة زجاجية، وردهة ثلاثية الطوابق، ومطعمًا معلقًا فوق الرصيف، وقاعة الرقص الأصلية لفندق كومودور. مع تدهور الشراكة بين ترامب وحياة، اِسْتَحْوَذَتْ عائلة بريتزكر، التي كانت تدير فندق جراند حياة، على حصة ترامب في الفندق في عام 1996. أُعْلِنَ عن ناطحة سحاب مشروع كومودور للموقع في عام 2019، وأُغْلِقَ فندق جراند حياة مؤقتًا في عام 2020 خلال جائحة كوفيد-19 في مدينة نيويورك. أُعِيدَ اِفْتِتَاحُ الفندق في عام 2021 باسم حياة جراند سنترال. اعتبارًا من ديسمبر 2023، من المتوقع أن يبدأ العمل في مشروع كومودور بحلول عام 2026.

## الموقع
يقع فندق حياة جراند سنترال بنيويورك في "109 إيست 42 ستريت" بحي ميدتاون مانهاتن في مدينة نيويورك. يحتل الفندق قطعة أرض مستطيلة الشكل في الركن الشمالي الغربي من تقاطع جادة ليكسينغتون مع شارع 42، على مقربة من ساحة بيرشينغ ومتجاور لجسر بارك أفينيو من الجهة الغربية. وتبلغ مساحة القطعة الأرضية 57,282 قدم2 (5,321.7 م2)، بواجهة تمتد على طول شارع ليكسينغتون بطول 200.83 قدم (61.21 م)، وعلى شارع 42 بطول 275 قدم (84 م).
يشارك الفندق كُتلتة الحضرية مع محطة غراند سنترال من الجهة الغربية، وبناية ميتلايف من الجهة الشمالية الغربية، وبناية غرايبار و450 ليكسينغتون أفينيو من الجهة الشمالية. تتضمن المباني الأخرى القريبة مبنى بيرشينغ سكوير ومبنى بنك بوويري للادخار من الجهة الجنوبية الغربية، ومبنى تشانين من الجهة الجنوبية، ومبنى سوكوني-موبيل من الجهة الجنوبية الشرقية، ومبنى كرايسلر من الجهة الشرقية. تقع محطة جراند سنترال - 42 ستريت التابعة لمترو أنفاق مدينة نيويورك، مباشرةً أسفل فندق حياة جراند سنترال،  وتقطع منصات خط جادة ليكسينغتون بشكل قطري أسفل الفندق. يوجد مدخل للمترو، مع درج ومصعد، في قاعدة الفندق في جادة ليكسينغتون.
كان الموقع يشغله سابقًا مستشفى الأطفال المشوهين. وقبل أن يُفتتح الفندق في هذا المكان، كان يشغله تجمعٌ حضريٌ كاملٌ، يحدُّه من الغرب "ديبيو بليس" ومن الشمال الشارع الأربعين. وقد استولت شركة سكة حديد نيويورك المركزية على هذا الموقع في نوفمبر من عام ألف وتسعمائة وعشرة، وذلك كجزءٍ من مشروع بناء محطة "جراند سنترال".

## البنيان
كان فندق حياة جراند سنترال بنيويورك، المعروف قديمًا باسم كومودور، من تصميم وارن آند ويتمور. وقد تولت شركة فولر مهمة المقاول العام في المشروع،  وإن كان المشروع قد شمل العديد من المقاولين والمهندسين الآخرين. وفي سبعينيات القرن الماضي، شهد الفندق تجديدًا شاملًا على يد دونالد ترامب وشركة حياة، وذلك وفقًا لتصاميم شركة غروزن آند بارتنرز وشركة دير سكوت.

### فندق كومودور
عندما افتُتح فندق كومودور، احتوى على 2000 غرفة وتكون من 26  أو 28 طابقًا،  بالإضافة إلى خمسة طوابق سفلية. بسبب الخرافات المحيطة بالرقم 13، لم يكن للفندق طابق ثالث عشر، كما لم يكن لديه أي غرف أو صناديق بريد أو مصاعد أو تجهيزات أخرى تحمل الرقم 13. كانت واجهة كومودور مصنوعة إلى حد كبير من الطوب بلون باف مع زخارف معمارية من التيراكوتا؛ كانت الطوابق الثلاثة الأولى مكسوة بالحجر الجيري الإنديانا.
شغلت الطوابق الثلاثة السفلى من الفندق الموقع بأكمله، بينما كانت الطوابق أعلاه مصممة على شكل حرف "H"، مع ساحات إضاءة في الشمال والجنوب. في الجزء العلوي من الواجهة كانت هناك كورنيش بوجوه نحاسية. كان الهدف من تصميم 245 بارك أفينيو القريب استكمال ليس فقط واجهة كومودور الأصلية ولكن أيضًا واجهة فندق نيويورك بيلتمور القريب،  الذي هُدم داخليًا في أوائل الثمانينيات.
احتوى الفندق على كميات كبيرة من المواد، بما في ذلك 16000 طن قصير من الصلب،  و4.256 مليون قطعة من الطوب و1.653 مليون قطعة من كتل التيراكوتا و1.035×106 قدم2 (96,200 م2) من الأقواس الأرضية المقاومة للحريق. تضمن نظام التدفئة في الفندق 4400 مشع، تزودها زوج من الغلايات بقدرة 1,400 حصان (1,000 كـو) في الطابق السفلي. احتوى نظام التهوية على 17 مروحة قادرة على توفير 845,000 قدم3 (23,900 م3) من الهواء في الدقيقة. احتوى كومودور على عشرة مصاعد ركاب وثمانية مصاعد خدمة،  ومصعد شحن واحد واثنين من مصاعد الطعام الصغيرة.
يتلقى الفندق المياه من نظام إمدادات المياه بالمدينة، مع مدخلين من شارع 42 ومدخل واحد من جادة ليكسينغتون. تضمن نظام تصريف المياه مصرفين إلى شارع 42 ومصرفًا واحدًا إلى جادة ليكسينغتون، بالإضافة إلى مضخات غاطسة تُصرف المياه من الطوابق السفلية إلى نظام الصرف الصحي بالمدينة. احتوى كومودور أيضًا على نظام تيلوتوغراف به 75 محطة، بالإضافة إلى نظام إنذار الحريق، الذي كان سمة غير شائعة في وقت افتتاح الفندق.

#### الطابق الأرضي
كان المدخل الرئيس للفندق يقع في الشارع الثاني والأربعين، مباشرةً شرق محطة جراند سنترال. وفي الطابق الأرضي، كان هناك رواق يتألف من ممرٍ وسطٍ تحيط به درجات واسعة تؤدي إلى الصالة. وقد امتد الممر الوسطى إلى قاعة الشواء وإلى ممر كومودور في الجزء الخلفي من الطابق الأرضي. وكانت قاعة الشواء تقع في الجزء الخلفي من الرواق، وقد استخدمت لتناول العشاء والرقص،  وعرفت أيضًا باسم قاعة العشاء. وكان مدخل قاعة الشواء في رواق يتضمن جدرانًا وأعمدة حجرية وأرضية مرصوفة. وهبطت مجموعة قصيرة من الدرجات إلى الجزء الرئيسي من قاعة الشواء، التي تضمنت جدرانًا من خشب الكستناء مع أجواف ونوافذ زجاجية. وعلى السقف، كانت هناك عوارض كبيرة رسمها جون بي. سميرالدي، تتألف من تصميمات شعارية مستوحاة من المخطوطات المزخرفة. وقد احتوى مركز قاعة الشواء على حلبة رقص بقياس 45 قدم × 25 قدم (13.7 م × 7.6 م).
في الركن الشمالي من الدور الأرضي، كان ممر كومودور يمتد، والذي لا يزال قائمًا حتى الآن وإن تغير اسمه إلى ممر ليكسينغتون بعد إغلاق فندق كومودور. ويتصل الممر مباشرة بمحطة جراند سنترال، ويرتبط كذلك بشارع ليكسينغتون. كما يربط هذا الممر الفندق بمحطة جراند سنترال - 42 ستريت التابعة لمترو أنفاق مدينة نيويورك عن طريق ممرات المحطة. وتتصل ممرات إضافية بمباني أخرى، من بينها فندقا بيلتمور وروزفلت، ومبنى نادي ييل، ومبنى غرايبار، ومبنى كرايسلر. وفي أواخر التسعينيات، أعيد تصميم الممر ليكون ممرًا تجاريًا يضم واجهات متاجر رخامية.

#### الردهة
صُممت الردهة على طارز الأفنية الإيطالية، محاطة برواق يعلوه طابق نصفي. وعند افتتاح الفندق عام 1919، وصفتها الدوائر المعمارية بأنها أضخم ردهة فندقية في العالم. وقد زُوّدت بسقف معدني زجاجي أبيض،  يستند إلى أقواس جصية فاتحة. وفي وسطها نخلة شامخة تكاد تلامس السقف. أما جدرانها فبُنيت من الجص الخشن فوق ألواح خشبية من الحجر الإيطالي الناعم، وزُينت بألواح من البلاط الإيطالي الأزرق. وأُضيئت بمزهريات مزودة بإضاءة خفية. وفي قلبها ملاذ صغير تحيط به النخيل.
كان الطابق النصفي من الرواق مزودًا بصالة واسعة، تُؤدي إليها درجات عريضة متصلة بالجدار الغربي، ودرجات أخرى أصغر تحاذِي الرواق. وقد زُيّن سور الطابق النصفي بأوانٍ نباتية. أما شرفة الطابق النصفي فصُمّمت على الطراز الإيطالي النهضوي، مزدانة بالأزهار وأشجار النخيل. وقد عُلقت على جدرانها سجاجيد ساتانية بألوان زاهية من الأزرق والأحمر والأصفر، مع خطوط خضراء لتتماشى مع تصميم الأرضية. واحتوت الشرفة أيضًا على أثاث عتيق من الكراسي والمزهريات، وكانت الكراسي مغطاة بساتين ومخمل بألوان زاهية من الأزرق والذهب. ومن هذه الشرفة تنطلق غرف للكتابة وصالون للحلاقة وصالون لتجميل الأيدي ومكاتب إدارية لفندق كومودور، إلى جانب العديد من الزوايا الصغيرة والملاذات.
كانت غرف الرجال والنساء تتمركز على جانبي الردهة متقابلة،  فإلى الغرب منه كانت هناك مكاتب وسوق للوسطاء وغرف للتفتيش وغرفة خاصة بالكتابة للرجال ومطعم على الطراز الإنجليزي، بالإضافة إلى هواتف وخدمات تلغراف وأقسام تجارية أخرى. وعلى الجدار الغربي للردهة كان هناك مقهى مزين بألواح من خشب البلوط الطبيعي وسجاد أزرق ذهبي وكراسي من خشب البلوط الفلمنكي، وسقف مزخرف بلوحات جصية باللونين الأبيض والأخضر.
وإلى الشرق من الردهة، وبعد بضع خطوات، كانت هناك حجرة النخيل حيث كانت تقدم قهوة بعد العشاء وشاي الظهيرة. وقد فصلت بين حجرة النخيل والردهة مزهرية كبيرة من المايوليكا مزينة بأشجار النخيل. وخلف حجرة النخيل كانت قاعة الطعام الرئيسية المزينة بألواح من خشب الجوز وسقف مقبب منخفض بألوان أرجوانية وخضراء وردية. وبجوار قاعة الطعام الرئيسية كانت هناك قاعة طعام الردهة وقاعة الإفطار، وقد صممت كلتاهما بنفس الطراز الذي صممت به قاعة الطعام الرئيسية. وكانت السلالم تؤدي من قاعة الطعام إلى الطابق النصفي وصالون تصفيف الشعر وغرف السيدات العامة.
كان مطبخ الفندق يقع في المستوى نفسه الذي يقع فيه مطعم الرجال وقاعة الطعام الرئيسية، بينما كانت غرفة الشواء تقع في مستوى أدنى عند مستوى الشارع،  ويمكن الوصول إليها عبر سُلّم. وكان هذا المطبخ ذا قدرة إنتاجية عالية، حيث كان بإمكانه إعداد عشرة آلاف وجبة يوميًا،  منها أربعة آلاف وجبة للموظفين. وقد قُسّم المطبخ إلى عدة أقسام متخصصة،  كان من بينها مطبخ رئيسي ضخم يبلغ 200 قدم × 64 قدم (61 م × 20 م)، ومطبخ منفصل مخصص للمآدب يبلغ 145 قدم × 35 قدم (44 م × 11 م)، بالإضافة إلى "مطبخ تحضيري" يقع فوق المطبخ الرئيسي ويستخدم لإعداد الأطعمة. وكان يتم إيصال طلبات النزلاء إلى المطبخ عبر نظام أنابيب هوائية تنقل القسائم الورقية التي تحمل هذه الطلبات، كما كانت هناك مصاعد طعام صغيرة تربط المطبخ بكل طابق من طوابق الغرف.

#### قاعات الرقص والمساحات الأخرى
عند تشييد الفندق، وصفت صحيفة نيويورك تريبيون قاعة الرقص الرئيسية بأنها "أكبر قاعة رقص خاصة في أي فندق بالعالم". وقد صُف المكان بأنه على مبني على الطراز الإمبراطوري الفرنسي. بلعت مساحة المكان 180 قدم × 78 قدم (55 م × 24 م)، وقد زُينت بالأبيض والأرجواني والذهبي مع لمسات خضراء. استوعبت قاعة الرقص الرئيسية ما يصل إلى 3000 ضيف لحضور العروض المسرحية، واستقبلت 2000 ضيف خلال الولائم. وقد تضمنت الغرفة 56 مقصورة،  ربطها ممر وتوزعت على صفين. وكان هذا التصميم، المستوحى من تصميم المقاعد في حلبة مصارعة الثيران المكسيكية، يهدف إلى زيادة عدد المقصورات المعروضة للبيع خلال المناسبات الخيرية، بالإضافة إلى توفير مساحة كافية لحلبة الرقص أسفلها. وفوق قاعة الرقص، كانت هناك حديقة علوية لتناول الشاي والوجبات الخفيفة. وقد أُعيد تزيين قاعة الرقص باللون المرجاني والأسود خلال تجديد عام 1937، مع سجادة باللون الأصفر والأزرق والأسمر.
افتُتحت قاعتا رقص صغيرتان بجوار القاعة الرئيسية، ويمكن استخدامهما بشكل مستقل أو معًا. زُينت هاتان القاعتان بأقمشة حريرية وساتان على طراز لويس الخامس عشر، مع كراسي سوداء وخضراء من الساتان. وإلى شمال القاعة الرئيسية، كان هناك دهليز طويل بقدر عرض الغرفة. عُلقت ثلاث ثريات في سقف الدهليز العالي الذي طُلي باللونين الأزرق والأبيض، وبُسطت سجادة عليها "تصميمات قديمة" فوق الأرضيات الرخامية. وكان يمكن الوصول إلى الطرف الغربي من الدهليز مباشرة من جسر بارك أفينيو. كما تضمن الفندق مصعدًا للسيارات من شارع 42، يصل إلى مستوى الجسر،  ويستطيع حمل ما يصل إلى 10,000 رطل (4,500 كـغ).
كانت قاعة سنشري من الأماكن الشهيرة الأخرى، وكانت تضم فرقتها الموسيقية الخاصة. وصفت مجلة بيلبورد قاعة سنشري عام 1947 بأنها "أحد أفضل الأماكن [للفرق الموسيقية] في المدينة". استضافت قاعة سنشري فرقًا موسيقية عريقة ابتداءً من الثلاثينيات وحتى عام 1948، حين بدأت في استضافة فرق أصغر حجمًا أيضًا. توقف العروض في قاعة سنشري نهائيًا عام 1949 بعد أن فرضت الحكومة الاتحادية ضريبة استهلاك بنسبة عشرين بالمئة على مثل هذه العروض، وتحولت قاعة سنشري إلى مطعم للغداء. تضمنت المرافق الأخرى مرآبًا للسيارات، كان مُشتركًا بين فندق كومودور وفندق بيلتمور وفندق مانهاتن،  بالإضافة إلى غرفة لعب للأطفال.

#### الغرف
عند افتتاح الفندق، كان يتألف من ألفي غرفة، كل منها تطل إما على شارع أو على ساحة مضاءة. وقد زُوِّدت جميع غرف النزلاء بحمامات خاصة. وحظيت الغرف المطلة على الساحات المضاءة بكمية أكبر من ضوء الشمس مقارنة بالغرف المطلة على الشوارع، وذلك لكون الساحات أوسع من الشوارع المحيطة. وفي البداية، كانت هناك ألف غرفة تقريبًا تُقدَّم بسعر دولارين ونصف دولار للليلة الواحدة، وقد أُعلِن عنها بأنها "غرفة وحمام مقابل دولارين ونصف"، بينما تراوحت أسعار الغرف المتبقية بين ثلاثة وأربعة دولارات في الليلة. وفي كل طابق من طوابق الغرف، كان هناك "كاتب طابق" متمركزًا عند المصاعد. وكان عمل هذا الكاتب بمثابة حارس شخصي لطابقه، حيث كان يتولى تنسيق خدمة الغرف وتوفير الإمدادات والحصول على التذاكر والجداول للنزلاء، بالإضافة إلى مهام أخرى.
زُينت الممرات والغرف بسجاد رمادي أسود فوق طبقتين من البطانات. وكانت الغرف مجهزة بستائر وظلال شفافة قابلة للإزالة، مما سمح بتجديد هواء كل غرفة في فصلَي الصيف والشتاء. وتضمنت كل غرفة نوم، عادة، سريرًا وتسريحة ومقعدين صغيرين وكرسيًا بذراعين كبيرًا وطاولة صغيرة عليها هاتف وطاولات كتابة صغيرة مزودة بمصابيح. كما زُوّدت غرف النوم بإضاءة زخرفية معلقة من السقف. وقد تم تجهيز كل حمام بصنبور مياه باردة، بالإضافة إلى دش ومرآة حائط مضاءة، والتي كانت تعتبر من الميزات الحديثة في وقت بناء الفندق.

### فندق جراند حياة نيويورك
كان الفندق الذي أعيد بناؤه يتكون من 32 طابقًا، ويضم 1400 غرفة. وقد اشتمل فندق جراند حياة على خمسة مطاعم تستوعب ألفي ضيف مجتمعة، بالإضافة إلى مساحات تجارية شاسعة بلغت مساحتها ستة 65,000 قدم2 (6,000 م2). وقد صُممت هذه المساحات التجارية بحيث يمكن تحويلها بسهولة إلى كازينو،  إلا أن هذا التحويل لم يتم قط، حيث ظل لعب القمار غير قانوني في الولاية.

#### الردهة

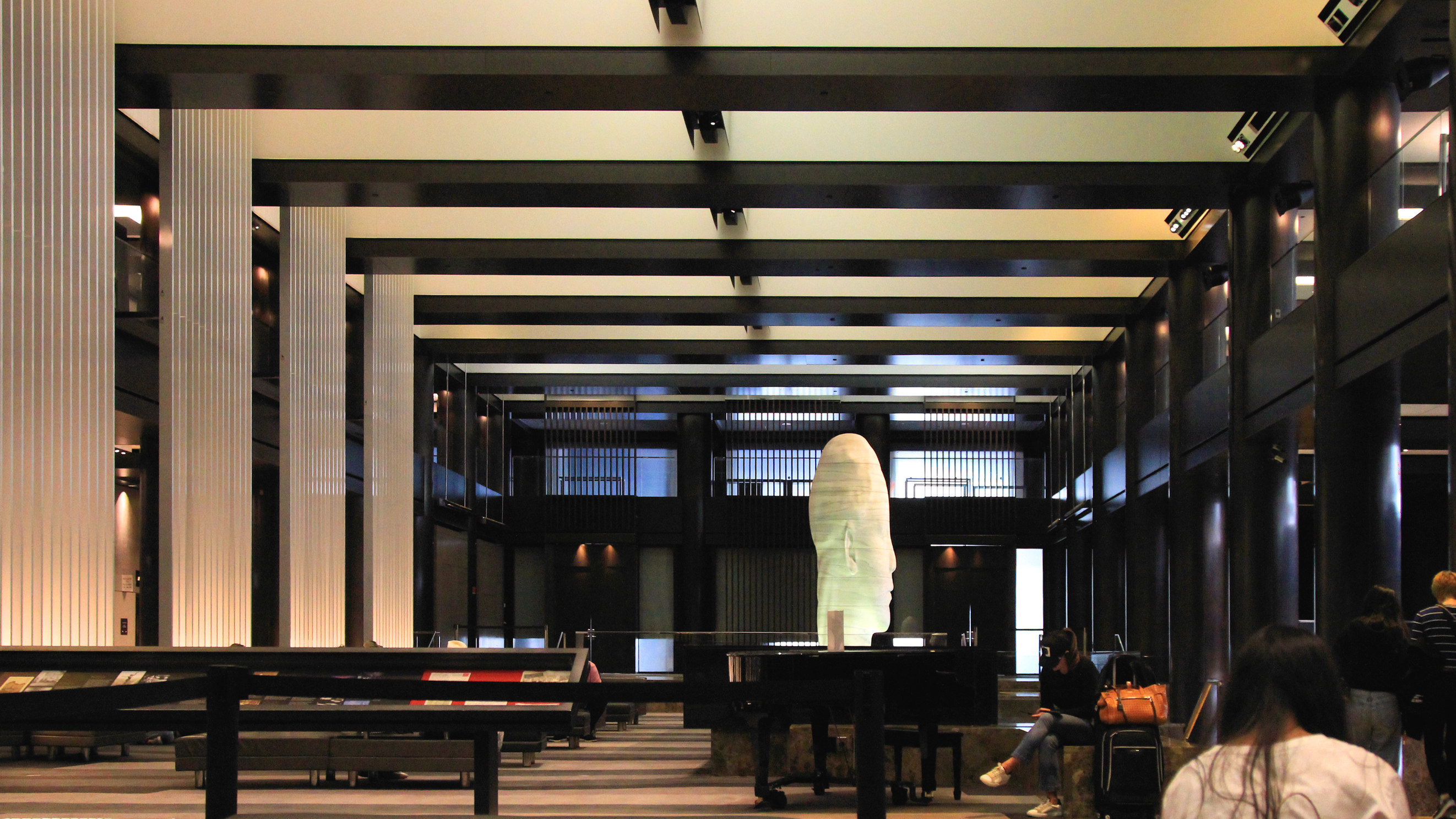
الردهة كما تبدو في عام 2022

كان لدى ترامب طموح تحويل الردهة إلى "بهوًا كبيرًا"، إلا أن هذا التصور اصطدم بحقيقة وجود الأعمدة الداخلية الأصلية للفندق، والتي حالت دون إحداث تغييرات جذرية في التصميم. ويزداد الأمر تعقيدًا بسبب انخفاض سقف الردهة، وهو أمر فرضته ضرورة الحفاظ على قاعة الرقص التاريخية في حالتها الأصلية. امتدت الردهة على مساحة واسعة قدرها 20,000 قدم2 (1,900 م2)،  وطولها 275 قدم (84 م)،  وارتفاعها ثلاثة طوابق. وكانت تصل إليها مجموعة من السلالم المتحركة من بهو يقع في مستوى الشارع أسفلها مباشرة. وقد زينت الردهة بشكل فاخر برخام باراديسو الإيطالي، وتزينت جدرانها بزخارف معقدة، ودعمتها أعمدة برونزية ضخمة.
كان مركز الردهة يضمُّ نافورة متدفقة مزينة بمنحوتة نحاسية لبيتر لوبيلو، بلغ ارتفاعها 100 قدم (30 م). وبعد تجديدٍ أُجري في عام 2013، كُسيت الردهة بالحجر والخشب الداكن، وفرشت بسجادةٍ بخطوطٍ رمادية، وزوِّدت بكراسي جلدية سوداء. وقد زُوِّد السقف بإضاءة علوية متغيرة الألوان تبعًا لأوقات اليوم. وصُنعت مكاتب التسجيل والاستقبال من الكوارتز الأبيض. وقُلص حجم نافورة الردهة.
في مطلع عام 2010 وبينما كانت أعمال التجديد على قدم وساق، صمم الفنان التشكيلي جاومي بلينسا زوجًا من التماثيل النسائية الضخمة، بلغ ارتفاع كل منها ثلاثة أمتار،  لتزيين الردهة الفسيحة. وقد أطلق على هذين التمثالين اسمي "أويلدا وكلو"، مستوحيًا شكلهما من تماثيل "مواي" الشهيرة. وُضعت إحداهما على جدار من العقيق اليماني، في حين ارتكزت الأخرى فوق نافورة صاخبة. وعلى الجدار الخلفي للردهة، كان هناك قوس فولاذي أسود اللون يؤدي إلى "ماركت"، وهو مطعم يعمل على مدار الساعة، يقدم وجبات سريعة. وقد صمم "ماركت" بحيث يجمع بين عناصر الحداثة والتراث، فاستخدمت فيه طاولات خرسانية وعرض زجاجية وأرضيات خشبية وجدران من البلاط.

#### مساحات الراحة
يضم الفندق المُجدَّد مطعمًا في الطابق الثاني يطلُّ على رصيف شارع 42،  حيث يمتدُّ على عرض يبلغ 170 قدم (52 م). ولما كان المطعم يتدلى فوق ملكية عامة، فقد كان لزامًا على مجلس تقدير مدينة نيويورك المصادقة على مخططاته،  كما تعيَّن على مُشغلي فندق جراند حياة دفع رسوم سنوية للحكومة المحلية. وكانت هذه المساحة في الأصل صالة كوكتيل تُسمَّى صن جاردن. وفي مطلع عام 2010 حُوِّلت هذه الصالة إلى مطعم أُطلق عليه اسم نيويورك سنترال،  ويمتدُّ على مساحة تبلغ 6,000 قدم2 (560 م2). وكجزء من عملية التجديد، غطت شركة بينتل آند بينتل الصالة بستائر بيضاء. وتضمَّن المطعم المُجدَّد مستويات جلوس متعددة تتدرَّج لأسفل باتجاه الردهة،  بالإضافة إلى منحوتة سقفية صمَّمتها نفس الشركة. ويحتوي المطعم على صالة ومنطقة مخصصة لتناول الطعام.
إلى جوار المطعم، كانت هناك قاعة لعرض الخمر مزودة بطاولة من الكوارتز الأبيض وجدار من الرخام الرمادي. وقد تضمنت هذه القاعة عملًا فنيًا زجاجيًا يبلغ طوله 9.1 متر صممه بير فرونث،  يصور مناظر بحرية. كما زُود أحد مصاعد الخدمة، الذي كان يُعرف بـ "المطبخ الطائر"، بجهاز هاتف واستُخدم لخدمة الغرف.
كانت قاعة الرقص الكبرى من بين الأجزاء القليلة الباقية من فندق كومودور التي صُونت وحُفظت خلال عملية التجديد التي أجريت في سبعينيات القرن الماضي. وفي إطار هذه التجديدات، أُعيد تسمية المكان الواقع في المستوى الثالث فوق سطح الأرض،  ليُعرف باسم "قاعة إمباير ستيت"، كما تم توسيع مساحته لتصبح 20,000 قدم2 (1,900 م2). وقد حافظت القاعة على سقفها المنحوت الذي يرتفع 27 قدم (8.2 م). كما تضم القاعة شبكات معدنية تشبه النوافذ الكبيرة الموجودة في القاعة الرئيسية بمحطة جراند سنترال، بالإضافة إلى ثريات بديعة تتكون من 7000 قطعة من الزجاج الفني. ويمكن تقسيم قاعة إمباير ستيت إلى خمسة أقسام، مما يتيح استيعاب عدد يتراوح بين 100 إلى 1500 ضيف. ويوجد في الطابق النصفي وطوابق المؤتمرات العديد من قاعات الرقص الأصغر حجمًا.
أُدخِلَت خلال تجديد الفندق عام ألفين وعشرة  ساحة للمناسبات، سُمِّيت "جاليري أون ليكس"، بمساحة 4,400 قدم2 (410 م2). تقع هذه الساحة في الطابق الأرضي قُرب ممر ليكسينغتون. وتشتمل على بهو مزين بأعمال فنية، وأرضيات حجرية، وأثاث جلدي. يؤدي هذا البهو إلى قاعة اجتماعات مفتوحة التصميم، تضم منضدة حجرية، وأرضيات خشبية، وجناحين خشبيين، وجدارًا زجاجيًا في الواجهة. كما يوجد في الطابق الأرضي قاعة مانهاتن للرقص، وبهو خاص بها.

#### الغرف

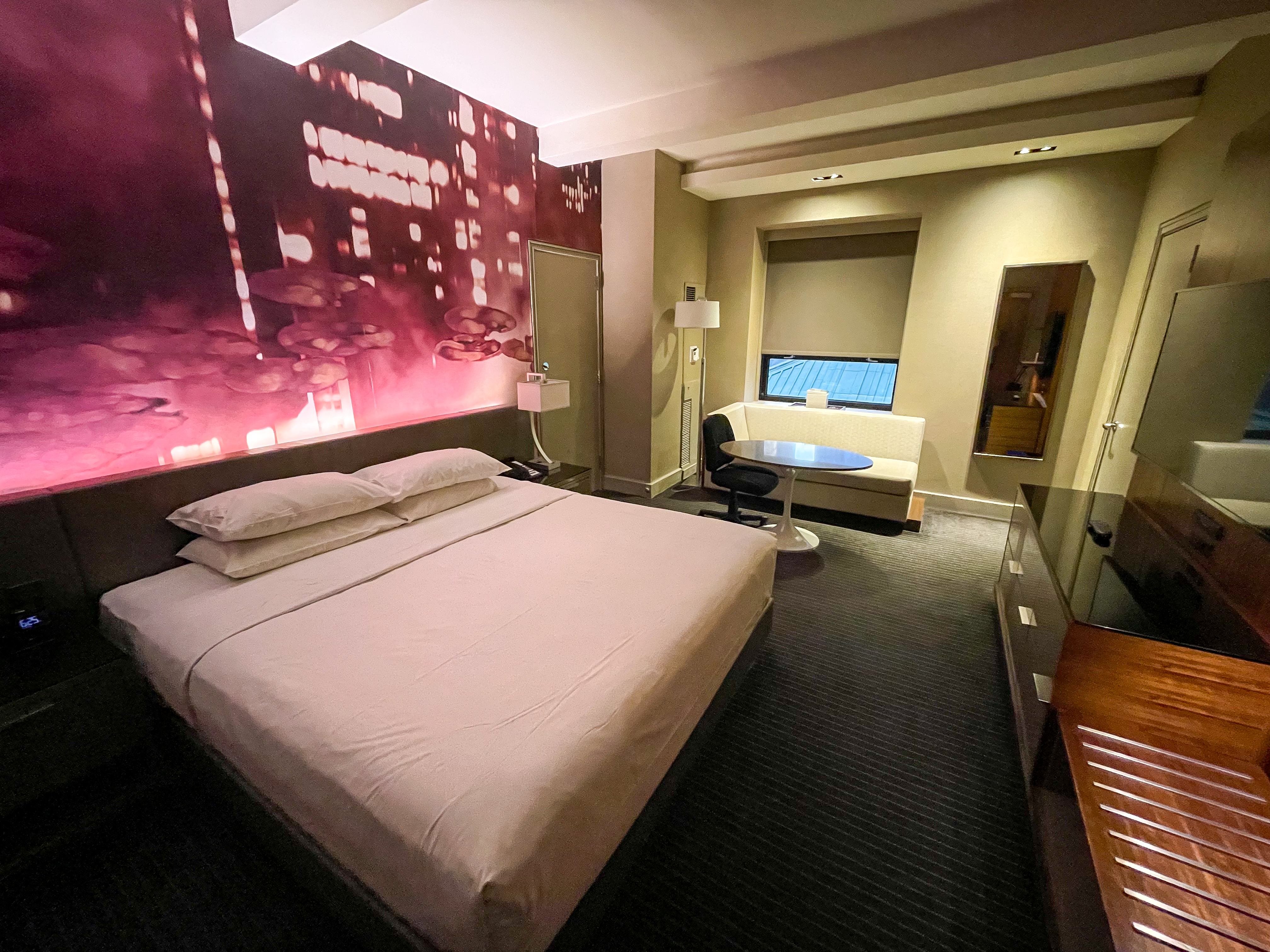
غرفة نوم في الفندق في عام 2023

كان العدد الإجمالي للغرف في البداية 1407 غرفة، شملت 125 جناحًا مخصصة للنزلاء. وقد تنوعت هذه الغرف في تصميمها، فبلغ عدد التصاميم 38 تصميمًا مختلفًا، وذلك بسبب القيود المفروضة على الموقع. وبحسب صحيفة "نيويورك ديلي نيوز"، فقد ضمت الغرف في البداية 577 سريرًا مزدوجًا، و549 سريرًا كبيرًا، بالإضافة إلى 17 جناحًا للجلوس، و88 جناحًا صغيرًا، و30 جناحًا لكبار الشخصيات، و4 أجنحة فاخرة، وجناحين تنفيذيين، وجناح رئاسي واحد فقط.
وقد صممت شركتا "جي كي آر ديزاين كونسلتانتس" و"ديل كيلر وشركاه" الأثاث الأصلي لفندق جراند حياة الذي تم تجديده. وقد تميزت الزخارف بوجود مرايا ذات إطارات نحاسية، وأثاث خشبي منحني، ومقاعد منجدة. وبدأت غرف النزلاء من الطابق السادس الواقع فوق مستوى سطح الأرض، والذي أطلق عليه اسم الطابق الرابع عشر بناءً على طلب ترامب. ورغم معارضة مهندسي التجديد لهذا النظام في ترقيم الطوابق، إلا أن إدارة فندق حياة قد أيدت قرار ترامب.
جددت شركة لوني وشركائها معظم الأجنحة والغرف في مطلع عام 2010،  ليصل إجمالي عدد الغرف بعد التجديد إلى 1306 غرفة، منها 51 جناحًا فاخراً. وقد جُهزت الغرف المُجددة بأثاث فاخر من خشب الجوز الأسترالي ومجموعة متنوعة من المنسوجات الراقية. كما زُوّدت الغرف بإضاءة غير مباشرة، وحُلّي كل سرير بلوحة أمامية أنيقة صممها فرونث. وعلاوة على ذلك، صممت الشركة ذاتها عشرين جناحًا لكبار الشخصيات، صُنفت إما كشقق علوية ذات طابع ذكوري أو مساكن عصرية ذات ألوان محايدة. وقد زودت الأجنحة العلوية بأثاث من خشب الجوز ومزايا تصميمية أخرى تتناسب مع الذوق الرجولي، بينما اتسمت أجنحة الإقامة بألوانها الهادئة. ومن جهة أخرى، صممت شركة جورج وونغ ديزاين أربعة أجنحة فاخرة مستوحاة من الشقق الصغيرة في المدن الكبرى، وصنفت إما كمنازل مستقلة في مانهاتن الراقية أو شقق علوية في مانهاتن السفلى.

## تاريخ
في القرن التاسع عشر، كانت خطوط سكة حديد نيويورك المركزية التي تخدم شمال محطة جراند سنترال في ميدتاون مانهاتن تعتمد بشكل حصري على القاطرات البخارية. سرعان ما أدى ازدياد حركة المرور إلى تراكم الدخان والسخام في نفق بارك أفينيو، وهو الممر الوحيد المؤدي إلى المحطة. بعد وقوع حادث مميت في النفق عام 1902،  أصدرت الهيئة التشريعية لولاية نيويورك قانونًا يقضي بحظر جميع القطارات البخارية في مانهاتن بحلول عام 1908. اقترح نائب رئيس شركة نيويورك المركزية، ويليام ج. ويلغوس، كهربة الخط وبناء محطة جديدة للقطارات الكهربائية تحت الأرض،  وهو اقتراح تم تنفيذه بشكل شبه كامل. هُدمت المحطة القديمة على مراحل واستُبدلت بمحطة جراند سنترال الحالية. بدأ بناء المحطة الجديدة في عام 1903 وافتُتحت في 2 فبراير 1913. تضاعفت حركة الركاب على خطوط الضواحي المتجهة إلى جراند سنترال أكثر من الضعف في السنوات التي تلت اكتمال المحطة.
حفزت المحطة الجديدة التنمية في المنطقة المحيطة، لا سيما في تيرمينال سيتي، وهي منطقة تجارية ومكتبية أنشئت فوق المنطقة التي غُطيت فيها القضبان. سرعان ما أصبحت تيرمينال سيتي المنطقة التجارية والمكتبية الأكثر ازدهارًا في مانهاتن. وصفت مقالة في صحيفة "نيويورك تايمز" عام 1920 المحطة بأنها "ليست فقط محطة سكة حديد رائعة، بل هي أيضًا مركز مدني عظيم، بفنادقها ومبانيها المكتبية وشققها وشوارعها تحت الأرض". وكان فندق كومودور واحدًا من العديد من الفنادق التي أنشئت في تيرمينال سيتي، إلى جانب فنادق أخرى مثل روزفلت وبيلتمور وباركلي.

### التطوير

#### التخطيط

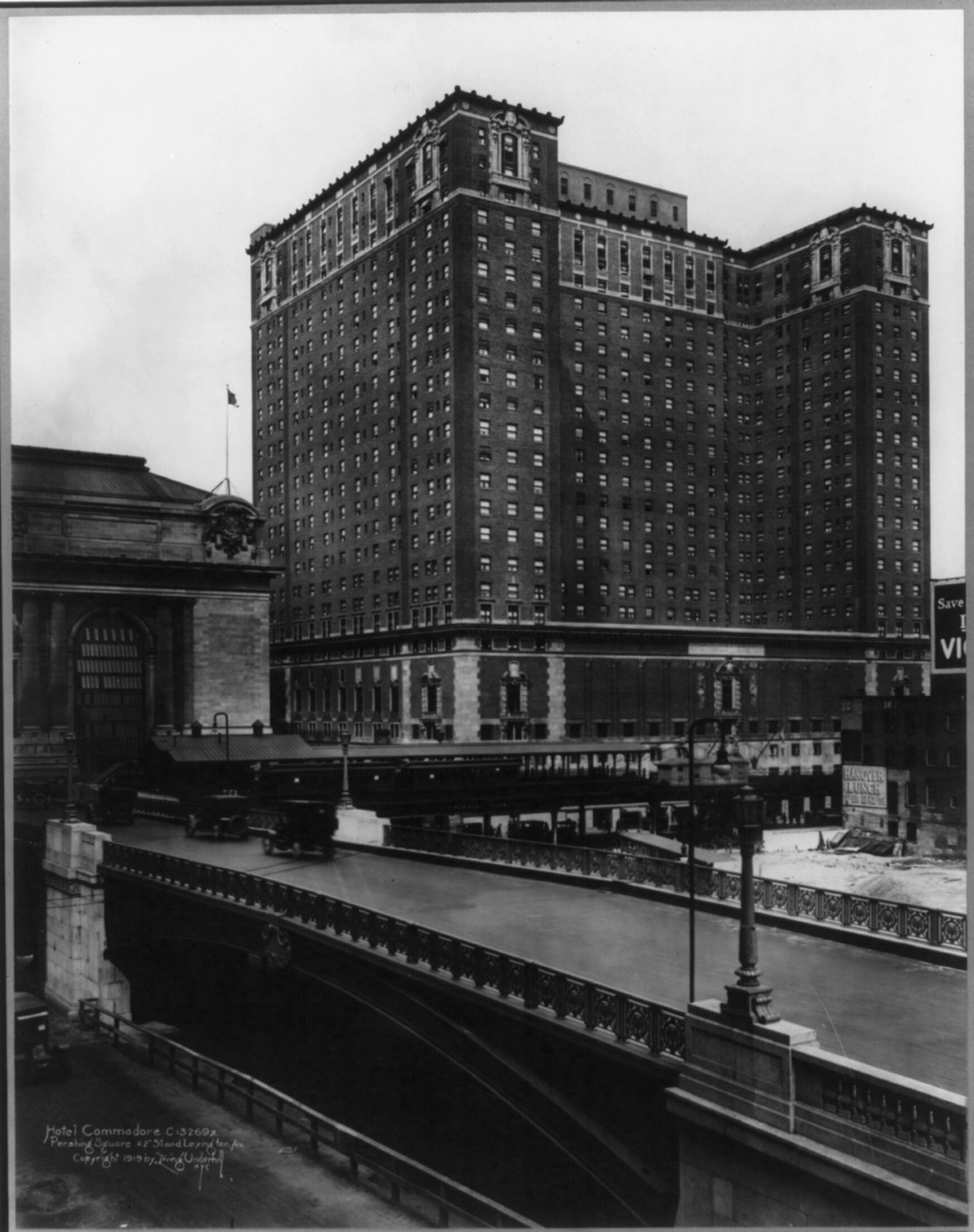
الفندق في 1919

استحوذت شركة نيويورك المركزية على عدة قطع أراضٍ على الجانب الغربي من جادة ليكسينغتون بين شارعي 42 و43 في نوفمبر 1910؛ كانت قطع الأراضي تضم سابقًا موقع مستشفى الأطفال المشوهين. وكانت قد استحوذت على العديد من قطع الأراضي المجاورة على الجانب الشمالي من شارع 42 قبل عدة سنوات. في العام التالي، أفادت وسائل الإعلام الإخبارية بأن شركة نيويورك المركزية تدرس إقامة فندق في الموقع. ذكرت صحيفة نيويورك تايمز أيضًا أن شركة السكك الحديدية درست في البداية تأجير الفندق إلى إتش. سي. جريسوالد. عندما افتُتحت محطة جراند سنترال في فبراير 1913، كانت شركة نيويورك المركزية بالفعل تُخلي موقع المستشفى القديم. كان من المقرر تسمية الفندق كومودور على اسم "العميد البحري" كورنيليوس فاندربيلت، مؤسس شركة نيويورك المركزية.
كجزء من العقود المزدوجة، خططت شركة النقل السريع بين الأحياء (IRT) لإنشاء محطة مترو أنفاق لخط جادة ليكسينغتون التابع لشركة النقل السريع في شارع 42، والذي كان من المقرر أن يمتد قطريًا من بارك أفينيو في الجنوب الغربي إلى جادة ليكسينغتون في الشمال الشرقي. نظرًا لأن المحطة كانت تقع جزئيًا تحت موقع مستشفى الأطفال، كان على لجنة الخدمات العامة الحصول على حق ارتفاق من شركة نيويورك المركزية، مما يُمكّن اللجنة من بناء جزء من المحطة تحت الفندق المقترح. لم تكن اللجنة على استعداد لدفع السعر الذي طلبته شركة نيويورك المركزية مقابل حق الارتفاق، لذلك عدلت شركة النقل خططها في أبريل 1913 لتتجنب موقع المستشفى تمامًا. صوتت لجنة الخدمات العامة على التعديل في يونيو 1913،  واعتُمد المسار الجديد في نوفمبر من ذلك العام. ومع ذلك، صوتت اللجنة لصالح المسار القطري الأصلي في فبراير 1914. حصلت اللجنة لاحقًا على حق الارتفاق في فبراير 1915 مقابل 902,500 دولار.

#### البناء
أجرت شركة نيويورك ستيت ريلتي آند تيرمينال، وهي فرع من شركة نيويورك سنترال، الفندق إلى جون ماكنتي بومان في كانون الثاني عام 1916م. وقد دفع بومان مبلغًا سنويًا قدره مائة وسبعة وسبعون ألف دولار أمريكي لمدة إحدى وعشرين سنة، مع خيارين للتجديد. وبالإضافة إلى ذلك، كان بومان ملزمًا بدفع تسعة وتسعين بالمائة من الضرائب وستة بالمائة من إجمالي تكلفة الإنشاء سنويًا. وقد أصبح فندق كومودور جزءًا من سلسلة فنادق بومان-بيلتمور في عام 1918م بعد أن اتفق بومان مع مشغل الفنادق المنافس بنيامين إل. إم. بيتس على دمج شركتيهما الخاصتين. وقد قدمت شركة نيويورك سنترال خططًا إلى إدارة المباني في مدينة نيويورك في أيار عام 1916م. وكان من المقرر أن يكون الفندق، الذي صممه وارن وآند ويتمور، بارتفاع ستة وعشرين طابقًا وتكلفته ستة ملايين دولار.
منحت شركة متروبوليتان لايف للتأمين شركة نيويورك سنترال قرضًا قدره 4.5 مليون دولار للمشروع في شهر سبتمبر 1916. وقد كتبت مجلة "سجل العقارات" في ذلك الحين: "إن إطلاق سراح هذا المبلغ الضخم من المال في مشروع بناء واحد يُعتبر أمرًا بالغ الأهمية، وذلك نظرًا للميل الواضح لدى العديد من البنائين إلى تعليق مشاريعهم" أثناء الحرب العالمية الأولى. وقد اكتملت أعمال الحفر لمحطة المترو الأنفاق بحلول تلك المرحلة، وتولت شركة جورج إيه. فولر، المقاول العام للفندق، زمام المشروع. وبدأت أعمال البناء الفعلية في شهر أكتوبر من العام نفسه،  وكان من المتوقع أن تكلف ستة مليون دولار. وقد أمضى فرانسيس تي. جيلينج والعديد من المساعدين ستة أشهر في إنشاء نموذج جبسي للفندق،  والذي عُرض في عدة مدن خلال عام 1917. كما وضع مكتب وارن آند ويتمور خططًا لإنشاء حظيرة صغيرة للطائرات شمال الفندق.
تضمن المشروع طلبات ضخمة لكميات هائلة من المواد، شملت عقدًا لتوريد مائة وخمسة وتسعين ألف قطعة من الأواني الفضية  و1.06×106 قدم2 (98,000 م2) من التعزيز الشبكي. وقد أدى تأخر اكتمال الفندق إلى مشكلات في سلسلة التوريد ونقص الصلب خلال الحرب العالمية الأولى،  رغم منح مديري الفندق لمعظم عقود البناء قبل اندلاع الحرب.
سُلمت معظم عوارض الصلب عن طريق الشاحنات أو القطارات أو السفن،  ولكن في حالة واحدة على الأقل، نُقلت عارضة ضخمة بواسطة قافلة من ثمانية عشر حصانًا. وحتى بعد انتهاء شركة "أمريكان بريدج" من تصنيع عوارض الصلب للفندق، تأخرت هذه العوارض أحيانًا بسبب الحظر المحلي على الصلب خلال الحرب العالمية الأولى. كما تأخرت أيضًا عمليات تسليم الحجر الجيري والأقمشة والسجاد. وكان لابد من إرسال بعض المسامير المستخدمة في هيكل الفندق إلى موقع البناء عبر البريد. بالإضافة إلى ذلك، أدت الزيادات في أسعار العمالة والمواد إلى زيادة تكلفة الفندق. وبحلول أوائل عام 1918، كان من المتوقع أن تبلغ تكلفة الفندق 7.5 مليون دولار، منها مليونا دولار للتجهيزات. ووصل الهيكل الصلبي لفندق "كومودور" إلى ذروته في الخامس والعشرين من يوليو عام 1918.

### إدارة فندق كومودور

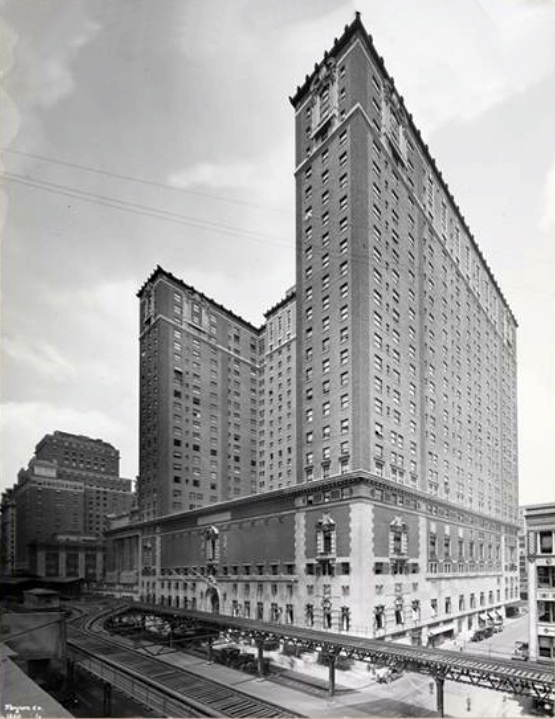
فندق كومودور في 1921

#### الافتتاح وتشغيل بيلتمور-بومان
افتُتح فندق كومودور في 28 يناير عام 1919. وقد أرسل مديرو الفندق عشرة آلاف دعوة لحفل الافتتاح، وحجز المئات من رجال الأعمال من مختلف أنحاء الولايات المتحدة غرفًا للاحتفال بيوم الافتتاح. وفي شهر مارس من العام نفسه، افتُتح نادي نسائي داخل الفندق. وقد تزامن افتتاح فندق كومودور مع زيادة ملحوظة في عدد المسافرين الذين استخدموا محطة غراند سنترال، ويعزى ذلك جزئيًا إلى افتتاح محطة مترو الأنفاق أسفل الفندق قبل عام واحد.
خلال العقد الأول من عمر الفندق، استضاف فعاليات متنوّعة، من بينها معارض للسيارات،  وحفلات خيرية،  وعروض سيرك،  وعروض أزياء،  ومباريات مصارعة. كما احتفى فندق كومودور في عام 1924 بإزالة الجزء العلوي من محطة غراند سنترال في شارع 42،  والذي كان يظلل مدخل الفندق الرئيسي مباشرة. وحضر الرئيس الأمريكي كالفين كوليدج حفلًا كبيرًا أقيم في الفندق عام 1925 للاحتفال بالذكرى المئوية لافتتاح الشارع الثاني والأربعين. وفي عام 1927 استضاف بومان عرضًا للسيرك، حيث تواجد فيل في القاعة الكبرى لإبهار أصحاب الفنادق الآخرين. وبحلول عام 1930 كان فندق كومودور ثاني أغلى فندق في مدينة نيويورك (بعد فندق سافوي-بلازا)، بقيمة تقديرية بلغت 16.3 مليون دولار. واستمر بومان في إدارة فندق كومودور حتى وافته المنية عام 1931،  وتولى ديفيد موليغان منصب رئيس شركة بومان-بيلتمور في العام الذي يليه.
تولى فرانك ج. كروهان إدارة فندق كومودور بعد أن أصبح رئيسًا لشركة بومان-بيلتمور في عام 1934م. وبدأ الفندق بتقديم المشروبات الكحولية في ديسمبر من العام نفسه، وذلك عقب إلغاء حظر الكحوليات في الولايات المتحدة، على الرغم من أن تقديمها كان يتم في البداية عن طريق عربات متحركة. وبعد أن ألغت ولاية نيويورك حظرًا يعود إلى حقبة الحظر على الحانات الثابتة في مايو من عام 1934م،  قامت فنادق بومان-بيلتمور بتركيب بار طويل في فندق كومودور يبلغ طوله 38 مترًا. وفي أكتوبر من العام نفسه، افتتح مديرو الفندق غرفة شواء على الطراز الإنجليزي، مزينة بإضاءة خافتة وألواح خشبية. وأضافت بيلتمور-بومان بارًا آخر في الفندق عام 1936م بطول 50 مترًا، ووظفت 25 نادلًا لخدمته.
وجرى تجديد الفندق عام 1937م بتكلفة بلغت 750 ألف دولار، وفي ذلك السياق، صرح كروهان بأن هذا التجديد هو الأول من نوعه في تاريخ الفندق. وشمل المشروع تجديد ثلاث قاعات احتفالات وجميع غرف النزلاء البالغ عددها 2000 غرفة، وتركيب عشرة مصاعد جديدة، وإضافة مطبخ جديد وغرفة شواء. واكتملت أعمال التجديد بحلول عام 1939م.
توفي كروهان عام 1940م،  وتولى مارتن سويني إدارة فندق كومودور. ومن بين نزلاء الفندق خلال تلك الفترة المرشح الجمهوري للرئاسة ويندل ويلكي، الذي أقام مقره الشخصي لحملته الانتخابية لعام 1940 في الفندق. كما استأجرت لجنة خدمات الضباط مساحة في الفندق خلال الحرب العالمية الثانية، وبعد انتهاء الحرب، أصبحت هذه المساحة مكتبًا لوفود الأمم المتحدة. وفي عام 1946م، تم تركيب نظام تكييف في غرفة سينشري، مما سمح باستخدامها خلال فصل الصيف،  وتم تكييف الفندق بأكمله في العام التالي. وفي 21 أبريل من عام 1949م، استضاف فندق كومودور مسودة رابطة كرة السلة الأمريكية لعام 1949م، والتي كانت آخر مسودة تحت هذا الاسم. وتوفي سويني عام 1950م، بعد فترة وجيزة من توليه منصب رئيس مجلس إدارة الفندق. وفي عام 1954م، تم استئجار صيدلية في الزاوية الواقعة بين شارع ليكسينغتون وشارع 42، وأعيد تصميمها بشكل كبير بتكلفة بلغت 200 ألف دولار.

#### إدارة فنادق زيكندورف وريالتي
عرضت شركة ويب آند كناب، التي كان يقودها المطور ويليام زيكندورف، شراء جميع الأسهم العادية القائمة لفندق كومودور في شهر أكتوبر من عام 1957 بسعر 18 دولار للسهم الواحد. وفي ذلك الحين، كانت الشركة تسعى جاهدة للسيطرة على ثمانية آلاف غرفة فندقية في مدينة نيويورك. تمكنت فنادق زيكندورف من الاستحواذ على فندق كومودور في شهر سبتمبر من عام 1958، حيث حصلت على ستة وتسعين بالمائة من الأسهم. وبموجب اتفاقية إعادة التأجير، باع زيكندورف عقد إيجار الأرض على الفور إلى جوزيف لوبين بمبلغ 6 مليون دولار، ثم أعاد تأجير الموقع من لوبين لمدة ثلاث سنوات. كما بدأ زيكندورف في البحث عن بائع لعقد إيجار مبنى الفندق نفسه في أوائل عام 1960، على الرغم من أنه كان سيستمر في تشغيله. وفي شهر يونيو من عام 1960، عُين كلود فيليب مديرًا عامًا للفندق،  ولكن فيليب استقال بعد سبعة أشهر للعمل في فندق سميت المجاور.
اشترت مؤسسة غليكمان، التي تحولت إلى مؤسسة فرانشارد عام 1963،،  عقد إيجار الأرض من لوبين في نوفمبر 1960،  واستمر هذا العقد حتى نهاية شهر ديسمبر 1967، لتعود بعدها ملكية الفندق إلى شركة نيويورك سنترال. وفي تلك الفترة نفسها، كان زيكندورف يعتزم بيع عقود إيجار فنادق أستور وكومودور ومانهاتن لتوفير الأموال لمدينة الملاهي فريدوم لاند يو إس إيه في ذا برونكس، التي كان يملك فيها حصة أغلبية. وقد تمت الموافقة على هذه الخطة في يونيو 1961، وتولت مدينة الملاهي المذكورة عقود إيجار الفنادق الثلاثة. وفي العام نفسه، جُدد الفندق، وأُضيفت إليه صالة كوكتيل ومسلتان كبيرتان في البهو، كما جُددت قاعتا الاحتفالات. وفي 1962 وفي ظل المنافسة الشديدة من الفنادق الأخرى، شكلت فنادق بيلتمور وكومودور وروزفلت تحالفًا لجذب المؤتمرات الكبيرة التي تضم ما بين ألف وخمسمائة إلى خمسة آلاف ضيف. وقد أتاح هذا التحالف للفنادق الثلاثة استضافة مؤتمر واحد يوفر أكثر من أربعة آلاف غرفة نزلاء وتسعين غرفة اجتماعات وخمسة عشر مطعمًا و50,000 قدم2 (4,600 م2) من مساحة العرض.
بحلول فبراير 1964، كانت مؤسسة 78013، وهي شركة تابعة لشركة ويب آند كناب التي تدير الفندق، مدينة بمبلغ تجاوز 850 ألف دولار كإيجار متأخر. وفي ظل استمرار الخلافات المتعلقة بالإيجار، طردت فرانشارد شركة ويب آند كناب من إدارة الفندق في شهر مايو من العام نفسه، وبدأت في إدارة فندق كومودور مباشرة. أدى هذا الإجراء إلى نشوء نزاع قانوني بين فرانشارد والعديد من الشركات التي كانت تزود الفندق بالمواد، والتي كانت مدينة، مجتمعة، بمبلغ 590 ألف دولار. ونتيجة لذلك، شُكلت لجنة للدائنين في شهر سبتمبر من العام نفسه، بهدف تسوية النزاع.
في نوفمبر 1966 وافقت شركة ريلتي هوتيلز، وهي شركة تابعة لشركة نيويورك سنترال، على تولي إدارة فندق كومودور من فرانشارد، وذلك اعتبارًا من 1 يناير 1968. واستحوذت السلسلة رسميًا على حق استئجار الفندق في يونيو 1967 قبل عدة أشهر من الموعد المحدد. وأعلنت شركة ريلتي هوتيلز فورًا عن خطط لإنفاق ستة ملايين دولار لتجديد فندق كومودور. وخلال ستينيات القرن العشرين، قامت شركة ريلتي هوتيلز باستبدال حوالي نصف المصاعد التي كانت تعمل يدويًا في فنادق باركلي وبيلتمور وكومودور وروزفلت،  كما قامت بتجديد هذه الفنادق كجزء من برنامج تحديث بلغت تكلفته 22 مليون دولار. وقد صرح رئيس شركة ريلتي هوتيلز بأن هذه التجديدات ساهمت في جذب عملاء جدد وعائدين إلى الفنادق.

### التحول إلى حياة غراند
شهدت شركة نيويورك المركزية خلال ستينيات القرن العشرين تدهورًا ماليًا حاداً، مما استدعى اندماجها مع سكة حديد بنسلفانيا عام 1968، لتشكل بذلك سكة حديد بن سنترال. غير أن هذه الشركة الوليدة لم تستطع الصمود طويلاً، إذ واجهت بدورها أزمات مالية عجزت عن تخطيها، وخاصة فيما يتعلق بسداد أقساط الرهن العقاري. بحلول أواخر سبعينيات القرن الماضي، كان فندق كومودور، شأنه شأن العديد من المباني الأخرى المملوكة لبن سنترال حول محطة جراند سنترال، على شفا الإفلاس بسبب تراكم الديون عليه. وبعد إعلان بن سنترال إفلاسها، سعت جاهدة إلى بيع ممتلكاتها، ومن بينها الأرض التي يقع عليها فندق كومودور. وعُرضت هذه المباني في مزاد علني عام 1971،  إلا أن الإجراءات البيعية طالت لسنوات عديدة. ورغم أن بن سنترال كانت قد عرضت جميع فنادقها للبيع، إلا أنها تراجعت لاحقًا عن بيع فندق كومودور. واستمر التدهور المالي يطال كلًا من بن سنترال وفندق كومودور، حيث سجل الفندق نسبة إشغال متدنية بلغت 49% عام 1974. وبحلول بداية عام 1976، تراكمت الديون الضريبية على بن سنترال لتتجاوز عشرة ملايين دولار، وذلك لعدم سدادها الضرائب المستحقة على الموقع منذ عام 1970. ومن الجدير بالذكر أن تحويل فندق كومودور إلى مبنى سكني كان أمرًا شبه مستحيل، نظرًا لحجمه الكبير وتصميماته الداخلية غير المناسبة، حتى أن هدمه كان سيكلف مبلغًا باهظًا قدره 7 مليون دولار.

#### عرض ترامب والإغلاق
في شهر مايو من عام 1975، أبرمت منظمة ترامب، التابعة لدونالد ترامب، وسلسلة فنادق حياة، المملوكة لعائلة بريتزكر، اتفاقًا رسميًا، حيث قدّمتا عرضًا مشتركًا لشراء فندق كومودور. وضع ترامب خطة لشراء الفندق مقابل 10 ملايين دولار، وتحويله إلى فندق تحت اسم حياة ريجنسي، مع تخصيص 70 مليون دولار لأعمال التجديد. منح ترامب مهلة عام واحد لإتمام عملية الشراء، و18 شهرًا إضافيًا لإجراء التجديدات، على أن تتولى شركة حياة إدارة الفندق بعد ذلك. شملت خطة ترامب إعادة تغطية واجهة الفندق بواجهة زجاجية، وتوسيع المساحات العامة فيه،  بهدف توفير مساحة إضافية مخصصة للمؤتمرات. كان من المتوقع أن يُساهم هذا المشروع في توفير 1500 فرصة عمل، مما يُعزز قطاع السياحة المُتعثر في المدينة، كما كان يُعدّ من أوائل المشاريع الرئيسية لترامب. وقد صرّح أحد خبراء العقارات، الذي لم يُكشف عن هويته، بأنه إذا نجح ترامب في إعادة تطوير فندق كومودور، "فيمكن اعتباره ويليام زيكندورف العصر الحديث". سعى ترامب إلى الحصول على خيار من شركة بن سنترال، يُتيح له شراء فندق كومودور في وقت لاحق،  إلا أنه لم يكن يملك مبلغ 250 ألف دولار نقدًا لدفع ثمن هذا الخيار. وقد طالب مسؤولو المدينة ترامب بتقديم نسخة من اتفاقه مع بن سنترال، لكن ترامب أرسل أوراق اتفاقية الخيار دون توقيعات.
أنفقت شركة بن سنترال مليون دولار على أعمال التجديد في عام 1975،  وشمل ذلك تجديد حانة فندق كومودور وإعادة تسميتها إلى "نيويورك، نيويورك". في أوائل شهر مايو من عام 1976، أعلن مدير أصول بن سنترال، فيكتور بالميري، عن إغلاق فندق كومودور في الأسبوع التالي، وذلك بعد أن تكبد الفندق خسائر بلغت 1.3 مليون دولار في عام 1975. بحلول ذلك الوقت، انخفض معدل إشغال الفندق إلى 33 بالمائة، وصرح مسؤولو الفندق بأنه من المتوقع أن يخسر فندق كومودور 4.6 مليون دولار في ذلك العام. في ذلك الوقت، كان ترامب لا يزال يتفاوض لشراء خيار الفندق. أغلق الفندق أبوابه في 18 مايو 1976، وسرحت شركة بن سنترال جميع موظفي الفندق البالغ عددهم 500 موظف. استضاف فندق كومودور 19 نزيلًا وأربعة فعاليات صغيرة في آخر يوم عمل له.

#### الإعفاء الضريبي والتمويل
اقترح العمدة أبراهام بيم في يناير من عام 1976م تخفيضًا ضريبيًا، وذلك بهدف تحفيز النمو التجاري والصناعي في مدينة نيويورك. وكان بين بيم وفريد ترامب علاقة سياسية متينة منذ مدة طويلة. ودافع نائب العمدة ستانلي إم. فريدمان عن هذا البرنامج التخفيضي، حتى في ظل الأزمة المالية الخانقة التي كانت تمر بها المدينة. وطلب ترامب، بشكل رسمي، تخفيضًا ضريبيًا من مسؤولي المدينة في مارس من العام نفسه،  ليكون بذلك أول مطور عقاري يطلب الاستفادة من برنامج بيم. وفي أبريل من العام ذاته، قدم هيمان بي كانتور، ممثل شركة كارتر للفنادق، عرضًا آخر متعلقًا بفندق كومودور، بالتزامن مع استمرار مناقشات مسؤولي المدينة بشأن التخفيض الضريبي. ورغم أن بيم كان يعتزم في البداية منح الفندق تخفيضًا ضريبيًا لمدة خمسين عامًا، إلا أنه اقترح لاحقًا تخفيض هذه المدة إلى خمسة وثلاثين عامًا، وهو ما اعترض عليه ترامب.
وبحلول ذلك الوقت، بدأت تظهر معارضة واسعة النطاق من أعضاء مجلس مدينة نيويورك لهذا التخفيض المقترح،  كما أعرب المطورون والمشغلون المنافسون للفنادق عن مخاوفهم. وحذر المعارضون من أن خزينة المدينة ستخسر أربعة ملايين دولار سنويًا من عائدات الضرائب إذا ما تمت الموافقة على هذا التخفيض. وافق مجلس تقدير مدينة نيويورك، بعد يومين فقط من إغلاق فندق كومودور، على منح هذا الفندق تخفيضًا ضريبيًا كبيرًا. وللحصول على هذا التخفيض، كان على ترامب أن يتعهد بدفع عشرة ملايين دولار لشركة بن سنترال، وأن يعيد بيع الفندق لمؤسسة التنمية الحضرية (UDC)، وهي وكالة حكومية تابعة لولاية نيويورك، مقابل دولار واحد فقط. ومن ثم، ستقوم هذه المؤسسة بإعادة تأجير الفندق لشركة ويمبلي ريلتي التابعة لمنظمة ترامب لمدة تسعة وتسعين عامًا.
وخلال فترة تجديد الفندق، كان على ترامب أن يدفع بدائل عن الضرائب. كما تم تخفيض قيمة إيجار الفندق لمدة أربعين عامًا، على أن تزداد هذه المدفوعات تدريجيًا حتى تصل إلى 2.27 مليون دولار بعد تلك الفترة. ومن المتوقع أن يؤدي هذا التخفيض الضريبي إلى توفير 56 مليون دولار على ترامب وشركة حياة على مدار أربعين عامًا. وفي حال تجاوز أرباح الفندق سنويًا 5.5 مليون دولار، فستحصل حكومة المدينة على نصف تلك الأرباح. وقد رفع أستاذ القانون ليون واين دعوى قضائية، زاعمًا أن هذا التخفيض الضريبي ينتهك دستور ولاية نيويورك. إلا أن محكمة الاستئناف في نيويورك، وهي أعلى محكمة في الولاية، قضت في ديسمبر 1977 بأن هذا التخفيض دستوري.
ظل فندق كومودور مغلقًا إلى حد كبير بعد إغلاقه، باستثناء بعض المتاجر التي واصلت عملها في الطابق الأرضي. وقد رفض أحد مالكي متاجر الملابس في الفندق مغادرته، فوقع في النهاية عقد إيجار طويل الأجل مع ترامب. ووافقت شركة بن سنترال في سبتمبر من عام 1976 على دفع خمسة ملايين دولار لحكومة المدينة بعد بيع الفندق لترامب،  كما وافقت مؤسسة التنمية الحضرية على شراء الفندق من ترامب في الشهر نفسه. وفي يناير من عام 1977، مارس ترامب حقه في شراء الفندق ودفع عربونًا قدره 250 ألف دولار. ثم طلب أمناء بن سنترال من المحكمة الفيدرالية الإذن ببيع فندق كومودور،  وذلك لأن شركة السكك الحديدية كانت مفلسة وعاجزة عن بيع الفندق بمفردها. وفي ديسمبر من عام 1977، وافق بنك باوري للادخار على إقراض ترامب وحياة 45 مليون دولار لإعادة تطوير فندق كومودور، ووافقت جمعية إيكويتابل للتأمين على الحياة على إقراض 35 مليون دولار. وكان من المقرر أن يوفر ترامب وحياة العشرين مليون دولار المتبقية. وفي النهاية، حصل ترامب على 140 مليون دولار على شكل تمويل طويل الأجل وقروض قصيرة الأجل لتجديد فندق حياة ريجنسي.

#### التجديد
تحقيقًا لتجديد الفندق، شرعت شركة "ناشيونال كونتنت ليكويداتورز" في طرح حوالي مليون قطعة من المفروشات والديكورات في مزاد علني خلال شهر يناير من عام 1978. وشهد اليوم الأول من المزاد إقبالًا جماهيريًا كثيفًا بلغ آلاف الزوار. وفي مايو من العام نفسه، أعلن ترامب عن بدء أعمال التجديد،  راغبًا في إعادة افتتاح الفندق تزامنًا مع اكتمال مركز جافيتس للمؤتمرات الواقع في الجانب الغربي من مانهاتن. وحازت شركة "إتش آر إتش كونستراكشن"، التابعة لشركة "ستاريت هاوسينج كوربوريشن"، على العقد العام لتجديد فندق كومودور. وفي السياق ذاته، عُهد إلى شركة "جروزن آند بارتنرز" بمهمة إعادة تصميم الفندق، مع استئجار المهندس المعماري دير سكوت (مُصمم برج ترامب لاحقًا ) كمستشار للتصميم. كما استعان ترامب بخدمات باربرا جرين من شركة "جي كي آر ديزاين كونسلتنتس"،  وشركة "ديل كيلر آند أسوسييتس" لتولي تصميم الديكورات الداخلية. واحتفلت الشركة بوضع حجر الأساس لفندق حياة ريجنسي في 28 يونيو 1978،  بحضور بيم، والعمدة إد كوخ، والحاكم هيو كاري.
شهدت منطقة وسط مانهاتن خلال أواخر السبعينيات تطوير العديد من الفنادق، من بينها فندق حياة ريجنسي. وقد تسبب إضراب عمالي في شهر أغسطس من عام 1978 في تأخير أعمال تجديد الفندق لفترة مؤقتة. كانت حكومة المدينة تخطط في البداية لفرض ضريبة مبيعات على مواد البناء بغرض تمويل تحسينات أخرى في المنطقة، ومن بينها مبلغ قدره مليوني دولار لتنظيف واجهة محطة غراند سنترال. إلا أن المدينة تراجعت عن فرض هذه الضريبة بعد موافقة ترامب على تحمل تكاليف ترميم الواجهة بشكل مباشر. وكجزء من هذا المشروع، بُني طابق نصفي بين فندق حياة والمحطة. بحلول أوائل عام 1979، أصبح المشروع يعرف باسم "غراند حياة نيويورك". وقد فُرغ فندق كومودور بالكامل تقريبًا حتى هيكله الفولاذي،  على الرغم من أن منظمة ترامب أنقذت 200 وجه نحاسي من إفريز الواجهة الأصلية. وبحلول نهاية عام 1979 كانت واجهة حياة الجديدة قيد التركيب. في منتصف عام 1980 بدأ مسؤولو الفندق بإجراء مقابلات للتوظيف،  وعُين فريد ألكساندر كأول مدير عام للفندق. وفي النهاية، بلغت تكلفة التجديد مبلغًا قدره 100 مليون دولار. يعادل هذا المبلغ حوالي 80 ألف دولار للغرفة الواحدة، على الرغم من تقدير ترامب بأن بناء فندق جديد في نفس الموقع كان سيكلف ضعف هذا المبلغ.

### إدارة حياة

#### إعادة الافتتاح والسنوات الأولى
أُعيد افتتاح الفندق رسميًا في سبتمبر من عام 1980 تحت اسم "جراند حياة نيويورك". وكان فندق جراند حياة واحدًا من بين ثلاثة عشر فندقًا كبيرًا، بإجمالي تسعة آلاف غرفة، تم افتتاحها في مدينة نيويورك خلال أوائل ثمانينيات القرن العشرين. تزامن افتتاح جراند حياة مع انتعاش المنطقة المحيطة به،  على الرغم من وجود جدل حول ما إذا كان لتجديد الفندق تأثير على هذا الانتعاش. عند إعادة افتتاحه، تم حجز جميع الغرف،  ولكن في العام التالي، قدّر خبيرٌ لم يُذكر اسمه في صناعة الضيافة أن ما يصل إلى أربعين بالمائة من غرف الفندق كانت شاغرة. ومع ذلك، سرعان ما أصبح بار "صن جاردن" شائعًا بين العاملين في المكاتب المجاورة. بدأ فندق جراند حياة في استضافة فرق دوري كرة القاعدة الرئيسي خلال مباريات نهائيات كأس العالم لكرة القاعدة،  حيث استضاف جميع فرق دوري كرة القاعدة الرئيسي الزائرة.
افتُتح مطعم يُدعى "ترامبتس" (Trumpets) داخل قاعدة الفندق في أوائل عام 1981. في العام نفسه، أعلنت هيئة النقل الحضرية أنها تخطط لاستخدام حق الملكية السيادية للاستيلاء على 3,600 قدم2 (330 م2) من قبو فندق جراند حياة وإعادة بناء مدخل مترو الأنفاق هناك. قدّرت صحيفة "نيوزداي" الإقليمية أن الإعفاء الضريبي وفّر على كل من ترامب وحياة 5.5 مليون دولار سنويًا في السنوات الخمس الأولى من تشغيل الفندق. قامت المجموعة المدنية المحلية "جراند سنترال بارتنرشيب" بتركيب كشافات ضوئية على واجهة الفندق في عام 1989، وذلك بهدف إضاءة محطة جراند سنترال وردع الجريمة في الشوارع المجاورة. اقترح مُشغّلو المحطة أيضًا إنشاء رصيف تحميل ومنشأة لجمع القمامة بجوار فندق جراند حياة، لكن ترامب عارض هذه الخطط. تم استبدال رصيف التحميل هذا، الذي فصل فندق جراند حياة عن مبنى "جرايبار"، في تسعينيات القرن العشرين بممر للمشاة.

#### المشاكل المالية وتراجع الشراكة
في أواخر عام 1989، أمر مسؤولون حكوميون الفندق بدفع مبلغ 2.9 مليون دولار كإيجار متأخر مستحق لحكومة المدينة، وهو المبلغ الذي احتجزه الفندق في عام 1986 عقب تغيير إجراءاته المحاسبية. كشف تحقيق أجراه مدققو حسابات المدينة عن فقدان الفندق لسجلات مالية أساسية واستخدامه لإجراءات محاسبية تنتهك المبادئ المحاسبية المقبولة عمومًا. طلب العمدة كوخ من شركة التنمية الحضرية تحصيل الإيجار من ترامب، إلا أن شركة التنمية الحضرية رفضت القيام بذلك. كان المراقب المالي لمدينة نيويورك يحقق في القضية، لكن خليفة كوخ، ديفيد دينكنز، قام لاحقًا بحل مكتب المراقب المالي. عانت العديد من شركات ترامب ماليًا بحلول عام 1990، وفكر في بيع حصته في فندق جراند حياة لسداد الديون المستحقة. في شهر يونيو من ذلك العام، عرض ترامب حصته في فندق جراند حياة كضمانلقرض مشترك بقيمة 65 مليون دولار من عدة بنوك. في ذلك الوقت، كان لدى الفندق صافي دخل تشغيلي مرتفع نسبيًا قدره 15.7 مليون دولار؛ قدر خبراء العقارات قيمة حصة ترامب بما يتراوح بين 157 و186 مليون دولار. بحلول العام التالي، كان ترامب يتفاوض لبيع معظم حصته في فندق جراند حياة لأحد مُقرضيه، بنكيرز ترست.
شهدت الشراكة بين ترامب وحياة تدهورًا خلال أوائل التسعينيات. رفع ترامب دعوى قضائية ضد العديد من أفراد عائلة بريتزكر في عام 1993، متهمًا إياهم بالابتزاز؛ وسعى إلى السيطرة الكاملة على الفندق والحصول على تعويضات قدرها 500 مليون دولار. زعم ترامب أن حياة أرادت إخراجه من الشراكة لأن اتفاقهما منع السلسلة من تشغيل فنادق مؤتمرات أخرى تحمل علامة حياة التجارية في مدينة نيويورك. بسبب بند عدم المنافسة، لم تستطع حياة الإعلان عن فندق يو إن بلازا القريب باعتباره جزءًا من السلسلة. رغبت حياة أيضًا في تجديد الفندق بمبلغ 35.7 مليون دولار، يمولها ترامب وبريتزكر بالتساوي، حتى يتمكن فندق جراند حياة من "الحفاظ على قدرته التنافسية" مع الفنادق الأخرى. وافق ترامب مبدئيًا على دفع نصف تكلفة التجديد،  لكنه تراجع لاحقًا، مدعيًا أن الإصلاحات كانت باهظة للغاية. عندما فتح آل بريتزكر إجراءات تحكيم لإجبار ترامب على دفع تكاليف التجديدات، منحت محكمة الاستئناف في محكمة نيويورك العليا وقفًا للإجراءات في أواخر عام 1993، مما أدى إلى وقف إجراءات التحكيم.
في مارس من عام 1994، رفع آل بريتزكر دعوى قضائية مضادة، زاعمين أن ترامب قد انتهك شراكتهما بسبب إخفاقه في الوفاء بالتزاماته، واستخدامه حصته كضمان للقروض، ورفضه تمويل حصته في التجديد. كما رفع آل بريتزكر دعوى قضائية ضد بنكيرز ترست وبنك تشيميكال، مدعين أن ترامب قد أضعف الشراكة بنقل مصلحته المالية إلى مُقرضيه مع احتفاظه بحق النقض. توصل ترامب وآل بريتزكر إلى اتفاق تسوية في منتصف عام 1995،  وفي مارس من عام 1996، أعلن ترامب وحياة أنهما سيُجددان الفندق مقابل 25 مليون دولار. وقد صممت شركة هيوز ديزاين أسوشيتس عملية التجديد، التي شملت مفروشات مُحدَّثة ومركزًا جديدًا للياقة البدنية. استمر الفندق في الخضوع لعمليات تجديد حتى منتصف عام 1997.

#### سيطرة عائلة بريتزكر

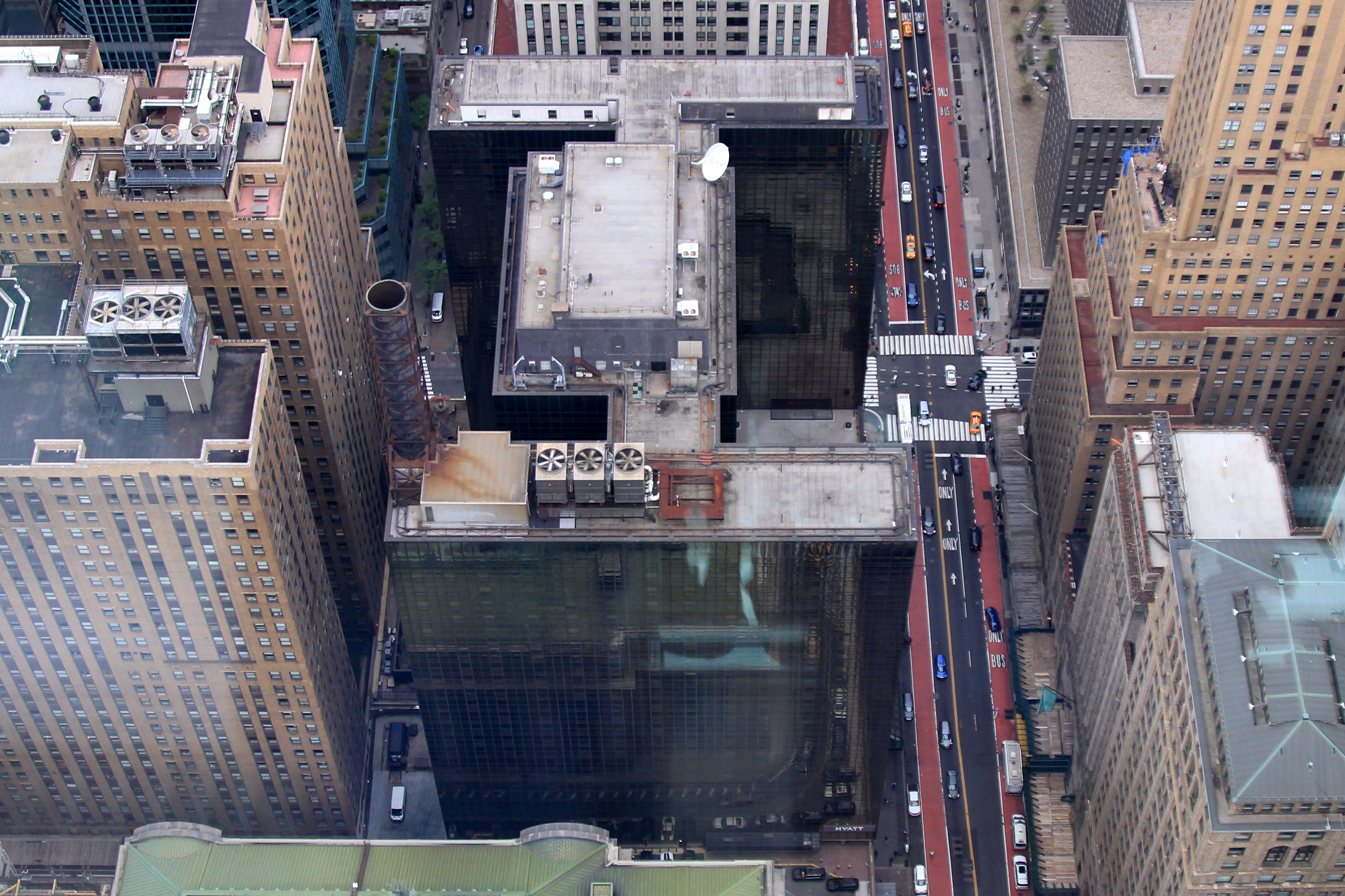
فندق حياة جراند سنترال نيويورك ذو الشكل H كما يُرى من سطح المراقبة الخاص بوان فاندربيلت.

اشترى آل بريتزكر حصة ترامب في الفندق بمبلغ وقدره 140 مليون دولار في أكتوبر 1996،  الأمر الذي أسقط شرط عدم المنافسة المفروض على يو إن بلازا. وبعد الاستحواذ، أصبحت حصة شركة حياة 99% في الفندق، في حين امتلك الصندوق الخيري لعائلة بريتزكر الحصة المتبقية. وبحلول مطلع القرن الحادي والعشر، أصبحت رواق الفندق مكانًا مفضلًا لعقد الاجتماعات غير الرسمية. ووافقت شركة حياة على استبدال نظام التبريد بالفندق في عام 2003 بعد إضراب أكثر من ألف عامل. وقامت هيئة النقل الحضرية، المسؤولة عن إدارة غراند سنترال، بإصلاح غرفة بخار تحت فندق جراند حياة في عام 2005؛ وكانت هذه الغرفة تغذي المحطة وقد انهارت جزئيًا خلال العقد السابق. وبحلول عام 2007، أصبح فندق جراند حياة رابع أغلى فنادق مدينة نيويورك، حيث قُدرت قيمته بنحو 300.9 مليون دولار.
أعلنت مجموعة حياة في منتصف عام 2009 عن نيتها تخصيص مبلغ قدره 12 مليون دولار لتجديد قاعة إمباير لإقامة المناسبات. وفي العام الذي يليه، باشرت حياة بتنفيذ مشروع تجديد أوسع نطاقًا للفندق، بلغت تكلفته 130 مليون دولار. واستمر الفندق في استقبال النزلاء خلال فترة التجديد، مع إغلاق عدد محدود من الطوابق في كل مرة. وقد تم الاستعانة بشركتي بنتيل آند بنتيل لإعادة تصميم الأماكن العامة، ولوني آند أسوشيتس لإعادة تصميم معظم الأجنحة والغرف. وخلال فترة التجديد، تم افتتاح مطعم جديد أُطلق عليه اسم "نيويورك سنترال" بالقرب من ردهة الفندق في أواخر عام 2010. وعلاوة على ذلك، أضافت حياة مفهومًا جديدًا أسمته "ذا ماركت"، وهو عبارة عن سوق للمأكولات يتيح للنزلاء اختيار ما يرغبون به من الطعام بأنفسهم بدلًا من الانتظار لخدمة الغرف. وفي ذلك الوقت، كان عدد النزلاء الذين يطلبون خدمة الغرف لا يتجاوز خمسين نزيلًا يوميًا، بينما فضّل نزلاء آخرون الخروج لتناول الطعام خارج الفندق. وبعد افتتاح "ذا ماركت"، قللت حياة ساعات عمل خدمة الغرف.
أدخل فندق جراند حياة العديد من ميزات البناء المستدام في أوائل عام 2016، بما في ذلك نظام جديد للتحكم في العادم، وإضاءة بتقنية إل أي دي، ونظام مُحدَّث للتدفئة والتهوية وتكييف الهواء. إضافةً إلى ذلك، وكجزء من تطوير ناطحة السحاب وان فاندربيلت القريبة، جُدِّدت محطة مترو الأنفاق الواقعة تحت الفندق في أواخر عقد 2010. تضمَّن المشروع نقل العديد من أعمدة دعم الفندق، وهدم 40 بالمئة من قبو فندق حياة لتوسيع طابق الميزانين الخاص بمترو الأنفاق، وتوسيع مدخل مترو الأنفاق في جزء آخر من قاعدة الفندق.

### 175 بارك افينيو
شرعت حكومة مدينة نيويورك في مطلع 2010 في إعادة تقسيم مناطق ميدتاون إيست، مما أتاح للمطورين نقل حقوق الهواء غير المستغلة من محطة غراند سنترال إلى المواقع المجاورة، وبالتالي تمكينهم من تشييد أبراج شاهقة في هذه المناطق. وقد أبدى مطورون اهتمامًا بإعادة تطوير العديد من المواقع المحيطة بالمحطة، بما في ذلك فندق جراند حياة. وفي فبراير من عام 2019، أفادت وسائل الإعلام بأن شركات تي إف كورنرستون وإم إس دي بارتنرز وآر إكس آر ريالتي تخطط لإعادة تطوير موقع الفندق، حيث ستقوم ببناء مجمع متعدد الاستخدامات بمساحة 2,600,000 قدم2 (240,000 م2) يضم مكاتب تجارية وفندقًا أصغر، وذلك بشرط الحصول على الموافقات اللازمة من حكومتي الولاية والمدينة، رغم عدم التوقيع على أي اتفاق نهائي. وقبل أن يتمكن المطورون من الشروع في بناء ناطحة السحاب، كان عليهم شراء عقد إيجار حياة الذي كان ساري المفعول حتى عام 2077. وفي ذلك الوقت، كان المطورون يعتزمون إغلاق الفندق نهائيًا بعد نهاية عام 2020.
أُغلق فندق جراند حياة نيويورك إلى أجل غير مسمى في مطلع عام 2020 عقب تفشي جائحة كورونا في نيويورك. وفي نوفمبر من العام نفسه، كُشف النقاب عن خطط أولية لبرج مكون من 83 طابقًا في 175 بارك أفنيو. ونُشرت التصاميم الأولية في فبراير 2021،  ووافق مجلس مدينة نيويورك على هذه الخطط في ديسمبر من العام نفسه. وكان من المفترض أن يُغلق الفندق نهائيًا، إلا أن مسؤولي حياة قرروا إعادة فتحه بعد أن أصدر مجلس المدينة تشريعًا في سبتمبر 2021. وألزم هذا التشريع الفنادق التي أغلقت بسبب الجائحة بدفع تعويضات لموظفيها في حال لم تعاود فتح أبوابها بنسبة لا تقل عن 25% من موظفيها قبل الجائحة.
أُعيد افتتاح الفندق في الأول من نوفمبر 2021، وحُدِّث اسمه التجاري ليصبح حياة جراند سنترال نيويورك. وقد شهد الفندق عند إعادة افتتاحه إقبالًا كبيرًا من الزوار القادمين من أوروبا، ولا سيما من المملكة المتحدة. ورغم ذلك، فقد اقتصرت خدماته على نطاق محدود، إذ ظلت قاعات الاجتماعات والمطاعم والحانات مغلقة. كما أُجل الموعد النهائي لإغلاقه،  ثم أُجل مرة أخرى في ديسمبر 2023 لعدم العثور على مستأجرين رئيسيين للمبنى المكتبي؛  وكان من المقرر أن يبدأ العمل في مشروع كومودور في عام 2026.

## الاستقبال النقدي

### الفندق الأصلي
عند افتتاح فندق كومودور الأصلي، أجمعت مختلف المصادر الإعلامية على وصفه بأنه من أضخم الفنادق في العالم. وقد وصفت مجلة "أمريكان آركيتكت" الفندق بأنه "إضافة معمارية بالغة الأهمية إلى موقعٍ لا محالة سيصبح أحد أكثر المراكز الحضرية ازدحامًا في نيويورك". كما أشارت صحيفة "نيويورك تريبيون" إلى أن الفندق "يضفي بلا شك قوة وأناقة على مجموعة الفنادق الفاخرة المحيطة بمحطة غراند سنترال"،  بينما اعتبرت صحيفة "نيويورك تايمز" أن اكتمال فندق كومودور قد جعل المنطقة المحيطة به "أكبر مركز فندقي في العالم". ورأت صحيفة "واشنطن بوست" أن تصميمه المعماري "يشابه" تصميم فندق بنسلفانيا القريب، الذي افتتح في نفس الأسبوع.

### حياة غراند
قال باول غلدبيرغر من صحيفة "نيويورك تايمز"، قبل الشروع في تجديد فندق جراند حياة بنيويورك، "إن من المؤسف ألا يكون هناك اهتمام بدراسة تصميم يعتمد على مادة غير الزجاج". وقد أثنى غولدبيرغر على بعض عناصر التصميم الأخرى، كالمطعم البارز والردهة الواسعة وقاعة الرقص الموسعة. وكتب غولدبيرغر، لدى انتهاء أعمال التجديد: "إنه نوع الفنادق الفاخرة التي يتوقعها المرء في أتلانتا أو هيوستن، ولكن ليس في نيويورك دون شك".
وقد وصف "الدليل المعماري لمدينة نيويورك" الواجهة بأنها "صندوق مرآة" و"إهانة صارخة وغير مبررة". وتابع الدليل قائلًا: "كان فندق كومودور القديم مبنى من الطوب والحجر، بتصميم متواضع ومتناسب مع محيطه. أما فندق جراند حياة فيفرض فراغه الشديد، مع غياب تام للاهتمام بالكيفية التي يرتبط بها بأحد أهم الشوارع ذات الأهمية المعمارية في أمريكا".
على النقيض، كتبت آدا لويز هوكستابل أن الردهة الداخلية لفندق جراند حياة جرى تكييفها مع الهيكل الفولاذي القائم ببراعة وأناقة، مما أسفر عن تحول جذري مقارنة بالباحات الداخلية الجامدة التي أصبحت موضة بالية مبالغ فيها. بل إن هذه الردهة، بتفاصيلها الدقيقة، تعدُّ - بحسب رأيها - إحدى أجمل المساحات العامة في نيويورك. أثنت عليها صحيفة "أتلانتا كونستيتيوشن" ووصفت الردهة بأنها تبدو واسعة رغم أنها تتألف من ثلاثة طوابق فقط. وفي السياق ذاته، وصفتها صحيفة "نيويورك تايمز" بأنها مكان مثالي للجلوس والاستمتاع بمشاهدة الحركة المتدفقة أمام الناظر. أما جوزيف جيوفانيني من صحيفة "التايمز"، فقد رأى في الردهة تجسيدًا لكثير من الأفكار المعمارية السائدة في سبعينيات وثمانينيات القرن الماضي، إلى جانب بعض الأفكار النمطية المرتبطة بها.
بعد افتتاح الفندق بفترة وجيزة، وصف مراسلو مجلة نيوزويك "الكتلة الزجاجية اللامعة والعاكسة" بأنها "عالم منفصل عن بيئة متاجر الأفلام الجنسية ودور السينما الخاصة بالبالغين القذرة" التي تميز شارع 42 داخل ميدان التايمز. وذكر كاتب في صحيفة واشنطن بوست أن فندق جراند حياة "يتطلع إلى الحاضر والمستقبل"، على عكس فندق هيلمسلي بالاس الذي افتتح في نفس العام، ولكنه "حاول التمسك بالماضي" من خلال دمج منازل فيلارد التاريخية.